# اچ‌ام‌اس اسپیدی (۱۷۸۲)
اچ‌ام‌اس اسپیدی (۱۷۸۲) (به انگلیسی: HMS Speedy (1782)) یک کشتی است که طول آن ۷۸ فوت ۳ اینچ (۲۳٫۸۵ متر) می‌باشد. این کشتی در سال ۱۷۸۲ ساخته شد.